# إبراهيم محمد علي باشا
إبراهيم باشا بن محمد علي باشا بن إبراهيم آغا (1789 - 10 نوفمبر 1848)، الابن الأكبر لوالي مصر محمد علي باشا. نصب قائمًا على العرش نيابة عن أبيه من 2 مارس حتى 10 نوفمبر 1848م. قاد حملة عسكرية ضخمة على وسط الجزيرة العربية وقضى على الدولة السعودية الأولى. ثم عُيِّن قائدًا للجيش ضد ثورة اليونانيين الذين خرجوا على الدولة العثمانية للظفر بالاستقلال، فانتزع معاقلهم وأخمد ثورتهم التي ظلت من 1825م ولغاية 1828م، ولكن نزول الجنود الفرنسيين بالمورة أجبره على الجلاء عن اليونان. وحين طمع محمد علي في ممتلكات السلطنة العثمانية بالشام أرسله مع جيش قوي ففتح فلسطين والشام وعبر جبال طوروس حتى وصل إلى «كوتاهيه» وذلك بعامي 1832م و 1833م، وحينما تجدد القتال عام 1839م بين المصريين والأتراك انتصر وهزمهم هزيمة ساحقة في معركة نسيب الفاصلة والتي وقعت في يونيو 1839م وغنم أسلحة كثيرة من العثمانيين، ولكن الدول الأوروبية حرمته من فتوحه وأجبرته على الجلاء عن جميع الجهات التي كان قد فتحها.[بحاجة لمصدر]

## عنه
ولد في نصرتلي، تركيا. كان عضد أبيه القوي وساعده الأشد في جميع مشروعاته، كان باسلاً مقداماً في الحرب، لا يتهيب الموت، وقائداً محنكاً لا تفوته صغيرة ولا كبيرة من فنون الحرب، وقام بإنشاء التكية المصرية سنة 1816م.

## الحروب التي خاضها

### الحملة المصرية ضد الدولة السعودية الأولى
يعدّ من أحسن قادة الجيوش في القرن التاسع عشر، وقد حارب وانتصر في شبه الجزيرة العربية ضد عبد الله بن سعود بالدرعية، ثم أكمل حربه بكلًا من السودان. واليونان وتركيا وسوريا وفلسطين. وكانت البداية عندما عيّنه والده قائدًا للحملة المصرية ضد الدولة السعودية الأولى والتي جرت بين 1816 و1819، فقضى على حكمهم، وأسر أميرهم عبد الله بن سعود وأرسله لأبيه محمد علي باشا في القاهرة، فأرسله محمد علي إلى الأستانة، فطافوا به في أسواقها ثلاثة أيام ثم قتلوه، فنال إبراهيم باشا من السلطان مكافأة سخية، ونال أبوه محمد علي باشا لقب خان وهو اللقب الذي لم يحظ به سواه.

### الحرب في السودان
وذهب بين سنتي 1821-1822 إلى السودان ليقمع تمردًا وقع هناك.

### حرب المورة
كانت اليونان والجزء من أوروبا الشرقية تابعة للدولة العثمانية منذ القرن 15 الميلادي ، فعندما قامت الثورة على الدولة العثمانية عجز السلطان عن إخمادها ، ولذلك طلب من محمد علي باشا -أقوى الولاة في إطار الدولة العثمانية - القضاء على تلك الثورة . فبعث محمد علي بإبنه الأكبر إبراهيم باشا .. فنجح إبراهيم في القضاء على الثورة وأنهى التمرد ..
و اكتسب الجيش المصري خلال تلك الحرب خبرات ميدانية .. وضم محمد علي جزيرة كريت (مكافأة من السلطان)

### الحملة على بلاد الشام

#### الحرب المصرية العثمانية الأولى
الحرب المصرية العثمانية (1831 - 1833) أو ما يعرف بحروب الشام الأولى وهي تعدّ بمثابة الجزء الأول من الصراع العسكري بين مصر والدولة العثمانية، أثناء حكم محمد على باشا بدأ بمطالبة السلطان العثماني بأن يمنحه ولاية الشام مقابل مساعدته له في حرب الاستقلال اليونانية فاكتفى السلطان بمنحه ولاية جزيرة كريت وهو ما لم يرضى به محمد علي، وكان السبب الرئيسي في اشتعال الحرب بينهما وانتهت بانتصار إبراهيم باشا ووصول نفوذ دولة محمد علي إلى أعالي نهر الفرات.

#### الحرب المصرية العثمانية الثانية
في عام 1839م قام السلطان العثماني بتحريك جيشاً لمحاولة استرداد أراضي الشام التي نجح إبراهيم باشا في فتحها خلال الحرب المصرية - العثمانية الأولى، وكان نتيجة ذلك التحرك أن جهز إبراهيم باشا جيشه وزحف مرة أخرى إلى الأناضول إلى أن دارت معركة نزيب والتي استطاع إبراهيم باشا بعبقريته العسكرية أن يسحق الجيش العثماني، وهنا أصبحت الإمبراطورية العثمانية على وشك الانهيار. وهرعت بريطانيا والنمسا ودول أوروبية أخرى، للتدخل وإجبار مصر على قبول معاهدة لندن. ونجحت بريطانيا في إشعال ثورات أهالي الشام ضد الحكم المصري حتى استعادت الإمبراطورية العثمانية سوريا، وقام حافظ باشا، يرافقه مولتك، بمسيرة الجيش إلى سوريا.

## تعيينه حاكمًا على مصر
عُيّن بعام 1848 نائبًا عن أبيه في حكم مصر، وكان أبوه في ذلك الوقت لا يزال حيّاً، إلا أنه كان قد ضعفت قواه العقلية وأصبح لا يصلح للولاية. ولكنه توفي قبل والده في نوفمبر من العام نفسه. وهناك تاريخان بالنسبة لتعينه والياً على مصر:
- من 2 سبتمبر 1848 إلى أن توفي في 10 نوفمبر 1848.
- تولى حكم مصر بفرمان من الباب العالي في مارس 1848 نظراً لمرض والده. ولكنه لم يعمر أكثر من سبعة أشهر ونصف بعد ذلك وتوفى وهو لم يتجاوز الستين من عمره في نوفمبر 1848.[4]

## ابرز اقواله
«أنا لست تركياً فإنى جئت إلى مصر صبياً، ومن ذلك الحين مصرغيرت من دمى وجعلته دماً مصرياً "

## زوجاته وأبناؤه
| الزوجة                                       | أبناؤه منها     |
| -------------------------------------------- | --------------- |
| خديجة برنجي قادين                            | محمد بك         |
| شيوه كار قادين                               | أحمد رفعت باشا  |
| هوشيار قادين (لقبت بعهد ابنها بالوالدة باشا) | إسماعيل باشا    |
| ألفت قادين                                   | مصطفى فاضل باشا |
| كلزار قادين                                  |                 |
| سارة قادين                                   |                 |

## معرض الصور

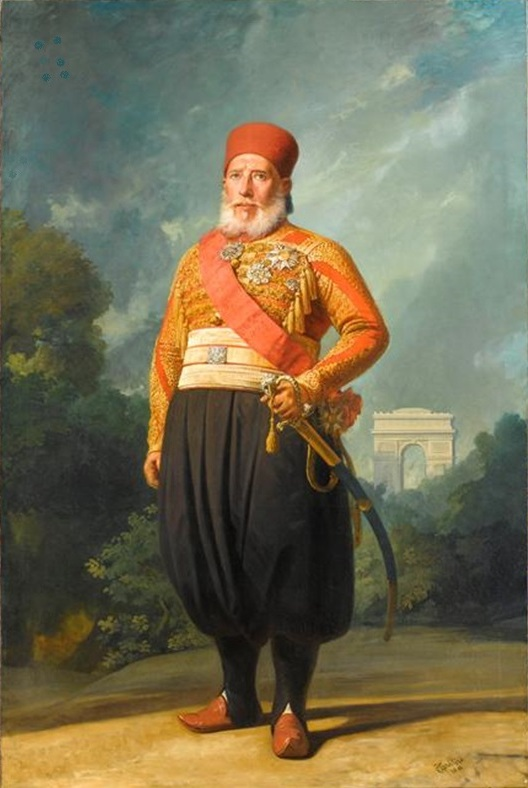
صورة زيتية لإبراهيم باشا
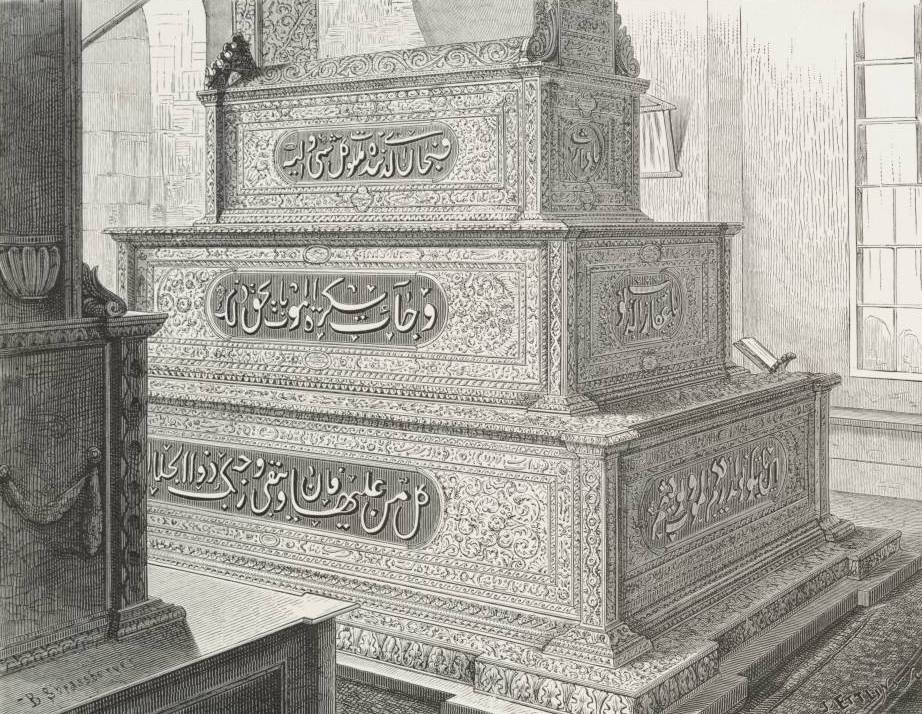
ضريح إبراهيم باشا
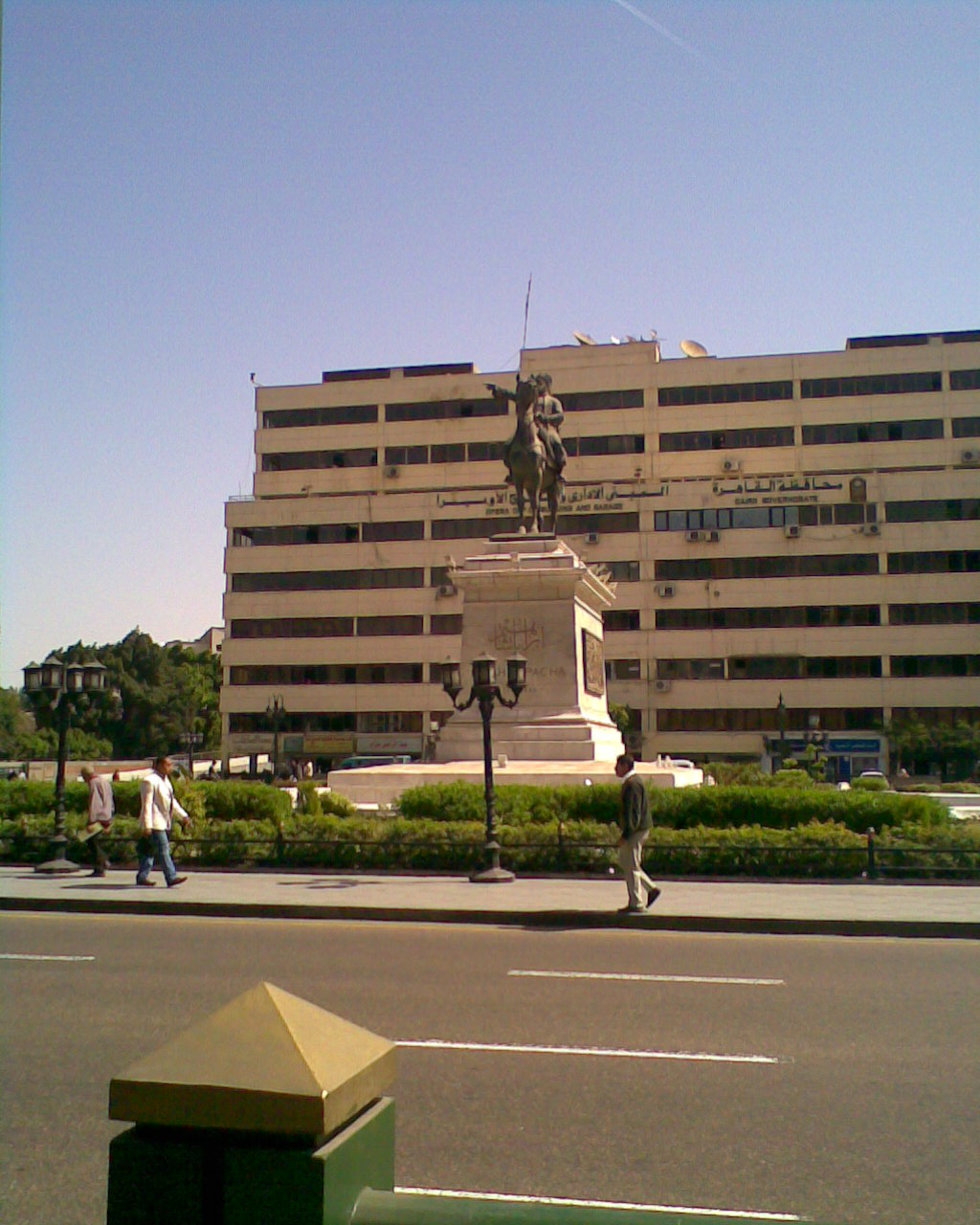
تمثال إبراهيم باشا في القاهرة بمصر
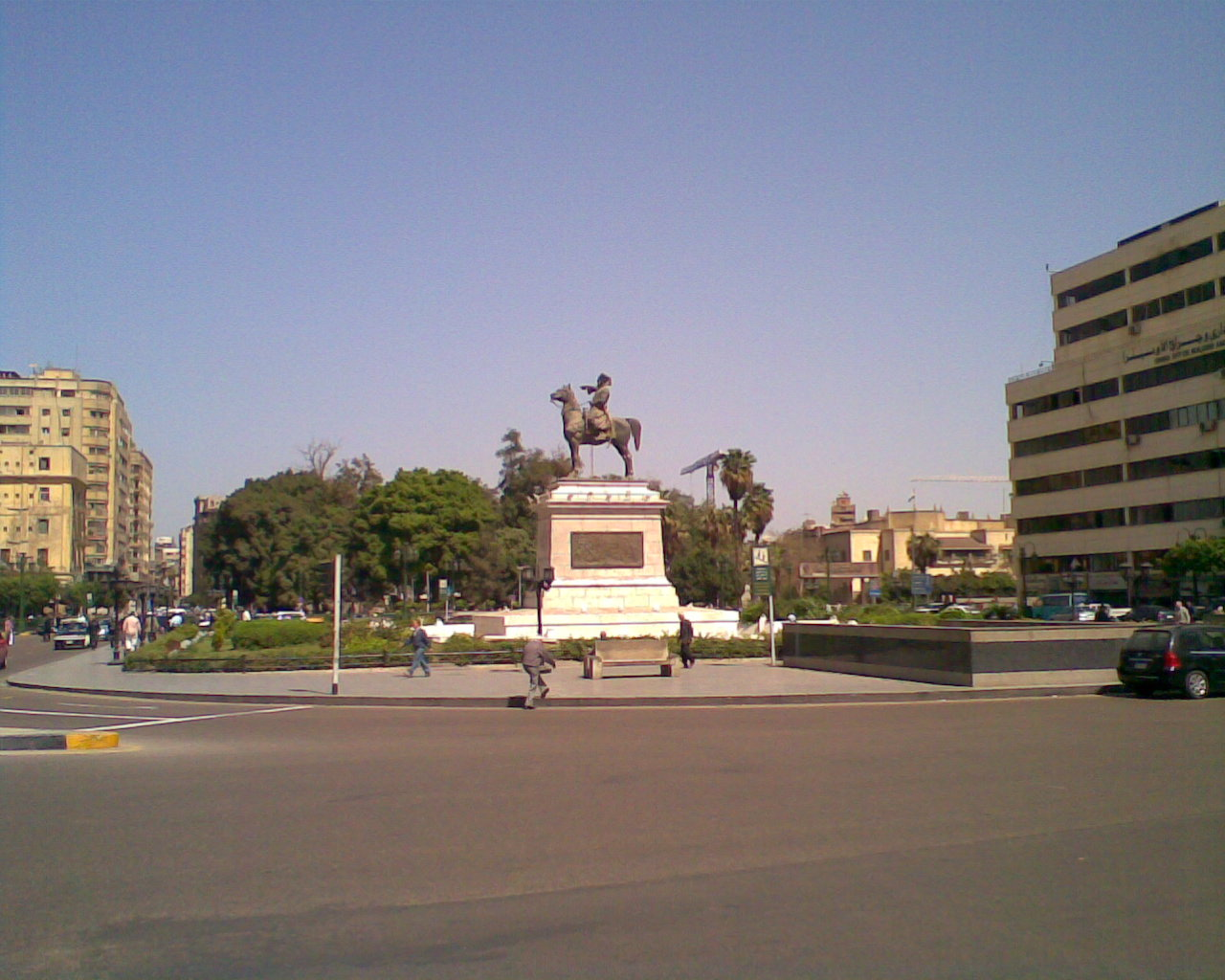
تمثال (نصب تذكاري) لإبراهيم باشا
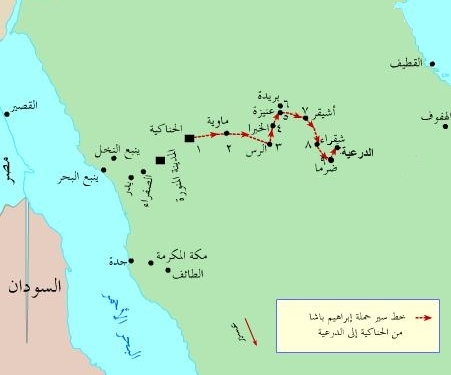
خط سير إبراهيم باشا من الحناكية إلى الدرعية
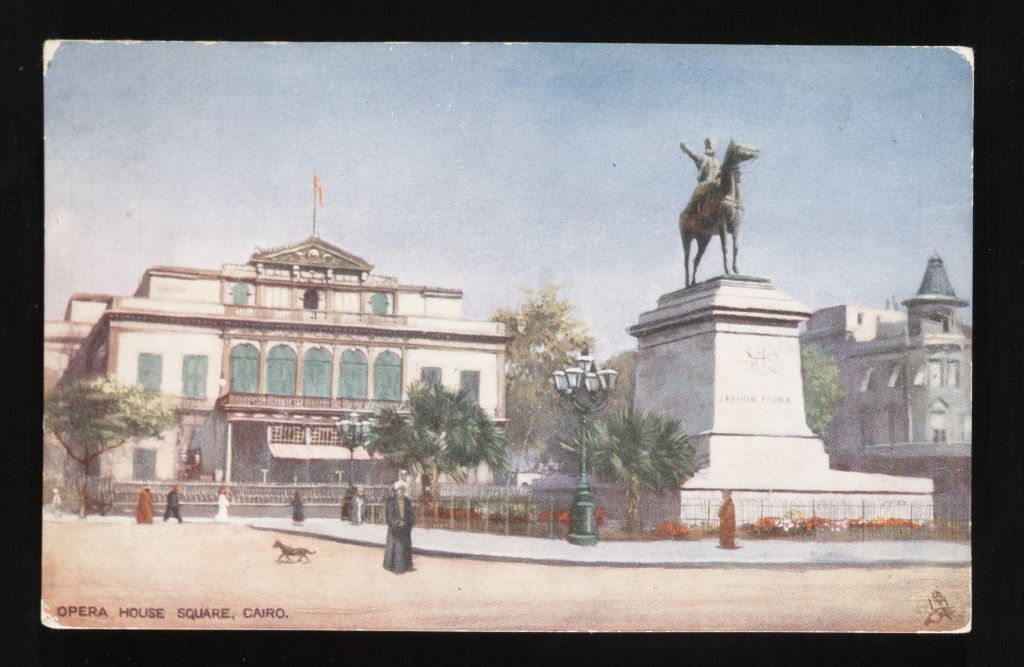
مجسّم إبراهيم باشا
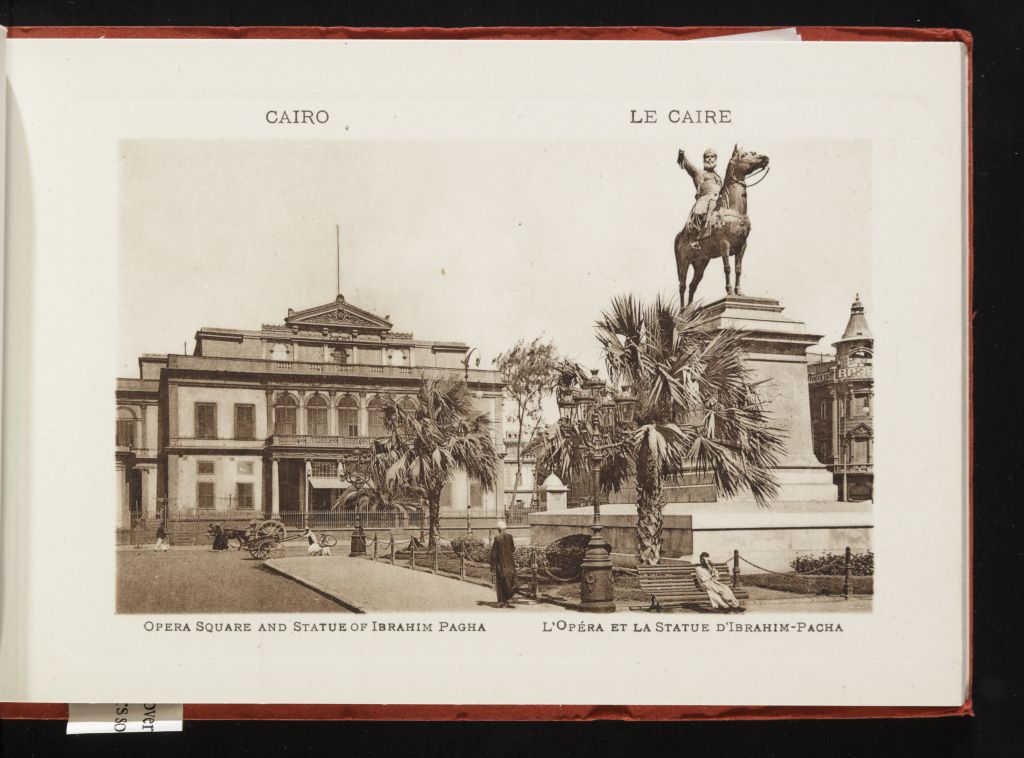
صورة قديمة لمجسّم إبراهيم باشا
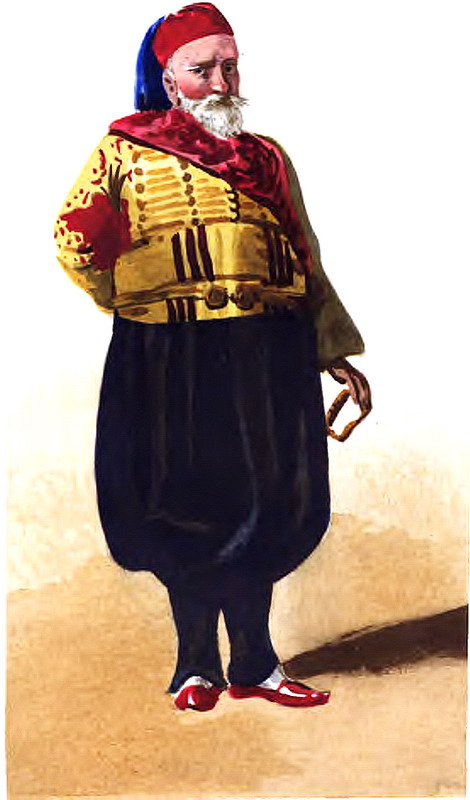
صورة مرسومة لإبراهيم باشا
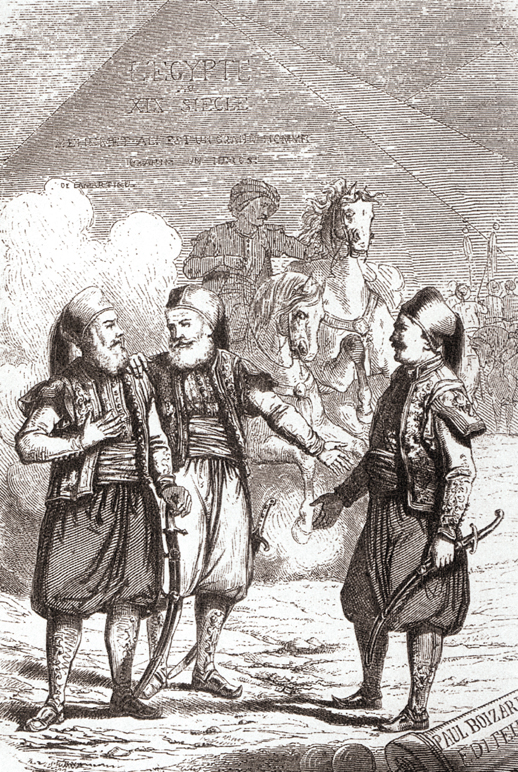
إبراهيم باشا، محمد علي باشا وكورنيل سيف
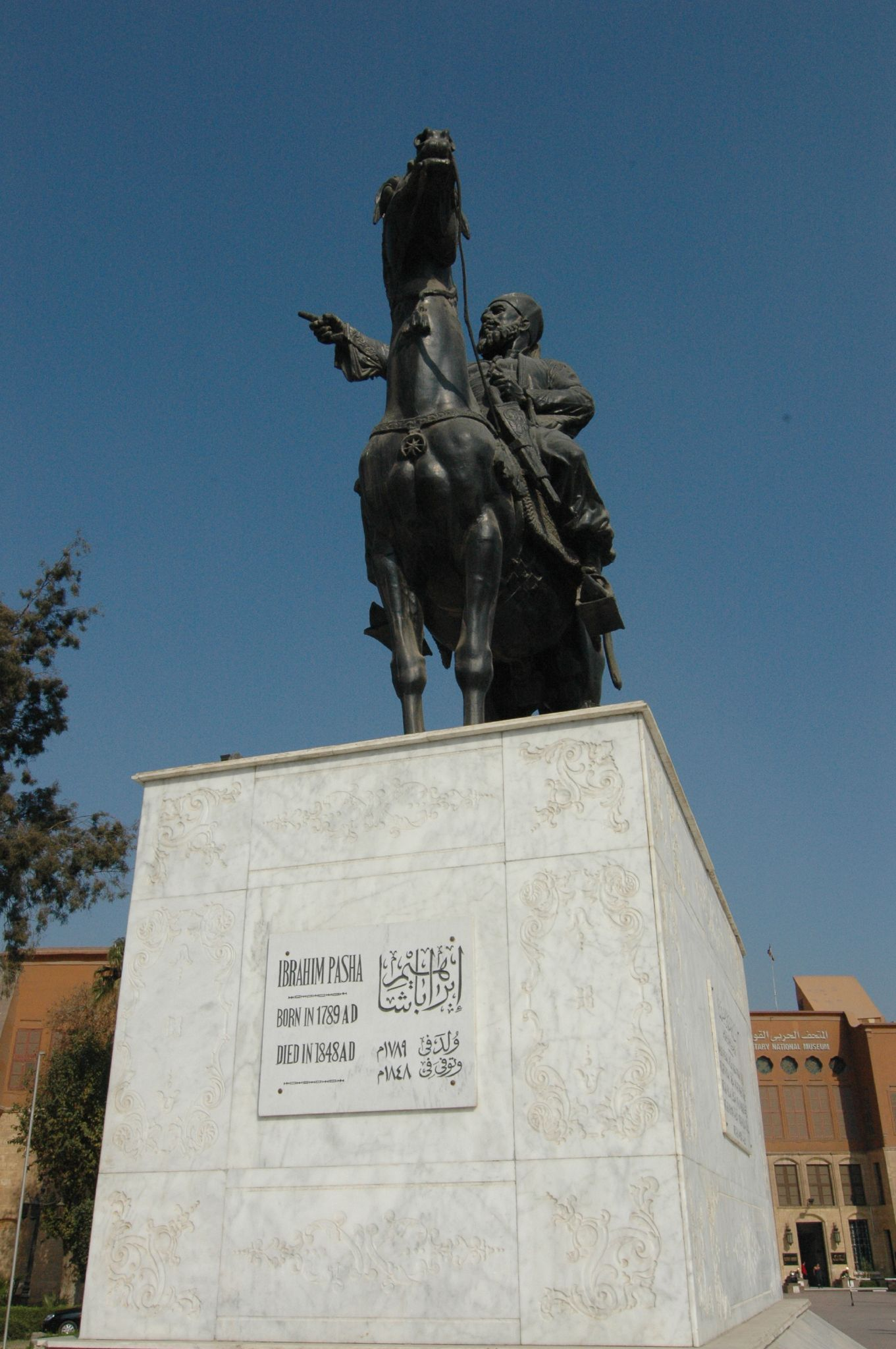
صورة التمثال عام 2006